# Droga wojewódzka nr 827
Droga wojewódzka nr 827 (DW827) – droga wojewódzka w województwie lubelskim, powiatach lubelskim (gmina Bełżyce i gmina Wojciechów) i puławskim (gmina Nałęczów). Łączy Bełżyce z Sadurkami, 3 km na wschód od Nałęczowa. Długość drogi to 12 km.

## Miejscowości leżące przy DW827
- Bełżyce
- Podole
- Ignaców
- Wojciechów
- Wojciechów-Kolonia Piąta
- Sadurki